# 1749 en littérature
| Années de la littérature : 1746 - 1747 - 1748 - 1749 - 1750 - 1751 - 1752    |
| Décennies de la littérature : 1710 - 1720 - 1730 - 1740 - 1750 - 1760 - 1770 |

Cet article présente les faits marquants de l'année 1749 en littérature.

## Événements
- 27 février : Oliver Goldsmith obtient son diplôme de bachelier ès arts  au Trinity College à Dublin[1].
- 8 avril : début de la publication de la revue littéraire Les Lettres sur quelques écrits de ce temps d'Élie Fréron, continuation des Lettres de Madame la Comtesse de *** sur quelques écrits modernes, bimensuel qui parait avec irrégularité jusqu'au 26 janvier 1754[2].
- 13 avril : ouverture de la bibliothéque de Radcliffe à Oxford[3].
- 20 juillet : Voltaire et Émilie du Châtelet arrivent à Lunéville où ils vont séjourner quelque temps à la cour du roi Stanislas Leczinski[4].
- 24 juillet-3 novembre  : Denis Diderot est emprisonné plus de trois mois à Vincennes pour ses Pensées philosophiques et sa  Lettre sur les aveugles[5].
- 10 septembre : mort d'Émilie du Châtelet. Voltaire accepte l’invitation de Frédéric II  à se rendre en Prusse[4].

- Salons littéraires de Mme Geoffrin  (1749-1777) et de Mme du Deffand à Paris (1749-1780)[6].

## Parutions
- 9 juin : Denis Diderot, Lettre sur les aveugles à l'usage de ceux qui voient, Londres, 1749 (présentation en ligne)[7].

- Étienne Bonnot de Condillac, Traité des sistêmes : où l'on en démêle les inconvénients et les avantages, vol. 1, La Haye, Neaulme, 1749 (présentation en ligne), en 2 volumes.
- Emanuel Swedenborg, Arcana cœlestia (présentation en ligne) (« Arcanes célestes »), huit volumes publiés de 1749 à 1756.

### Fictions
- 9 janvier : Samuel Johnson, The Vanity of Human Wishes (en) : The Tenth Satire of Juvenal Imitated, London, Robert Dodsley, 1749 (présentation en ligne) (« La Vanité des désirs humains »), poème.
- 28 février[8] : Henry Fielding, History of Tom Jones : A Foundling, London, Andrew Millar, 1749 (présentation en ligne) (« Histoire de Tom Jones, enfant trouvé »), roman d’aventure en quatre volumes.

- Ewald Christian von Kleist, Der Frühling, Berlin,, 1749 (présentation en ligne) (« Le Printemps »), poème descriptif.
- Sarah Fielding, The Governess, or The Little Female Academy, London, A. Millard, 1749 (présentation en ligne) (« La Gouvernante, ou la petite académie féminine ») considéré comme le premier roman anglais pour enfants.

## Naissances
- 28 août : Johann Wolfgang von Goethe, poète, romancier, dramaturge, théoricien de l'art et homme d'État allemand († 22 mars 1832).